# 寵物食品
寵物食品，泛指一切供寵物食用的植物類或肉類食品，多於超級市場或寵物店中售賣，以動物種類作區別，如狗糧或貓糧。用以製作寵物食品的肉類大多為人類食品工業的副產品，不適合人類食用。

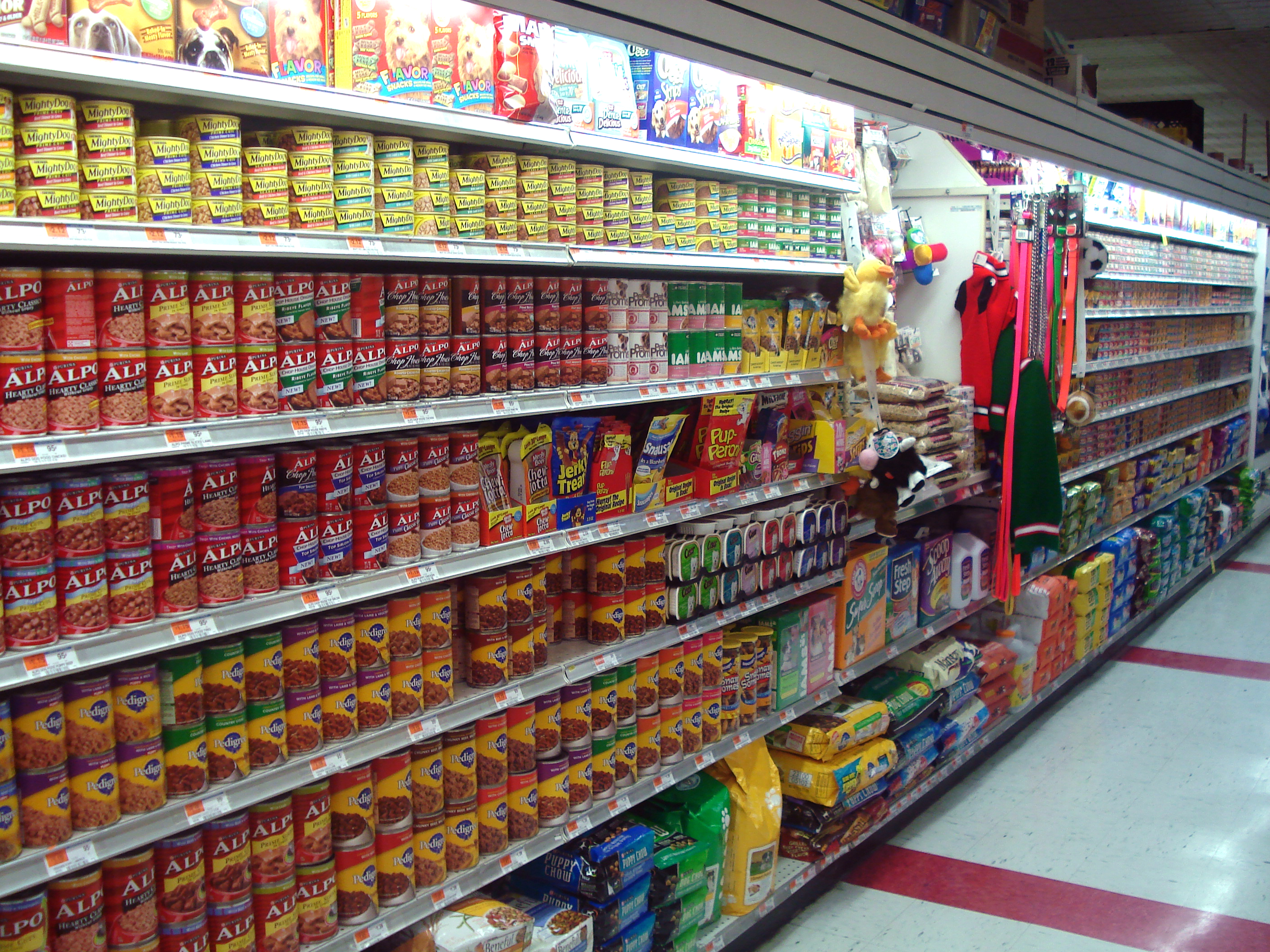
在紐約布鲁克林区一超級市場內的寵物食品貨架

全球的寵物食品市場有80%為4間公司所佔有——宝洁、雀巢、瑪氏食品和高露洁-棕榄，單以狗糧及貓糧計算，2007年的銷售額已達451.2億美元。

## 產業
寵物食品銷售於2016年在美國達至歷史最高，總值282.3億美元。瑪氏食品為行業的龍頭，每年生產170億美元的寵物食品。網上銷售亦有持續增長，在美國市場按年增長15%（2015年），全球網上銷售平均增長為6至14%。至2015年，美國為寵物食品開支的第一大國。